# Бойома
Бойо́ма, Байома (до 1983 года — Стэнли) — ряд водопадов на реке Луалабе в Демократической Республике Конго, между городами Убунду и Кисангани. Состоят из семи порогов, разделённых плёсами, на расстоянии около 150 км; общая высота падения 40 м. Расход воды составляет около 17 000 м³/с, и по этому показателю водопады входят в Книгу рекордов Гиннесса. Первоначально были названы в честь первооткрывателя Генри Стэнли, в 1983 году переименованы в Бойома.